# Standardowy język mandaryński

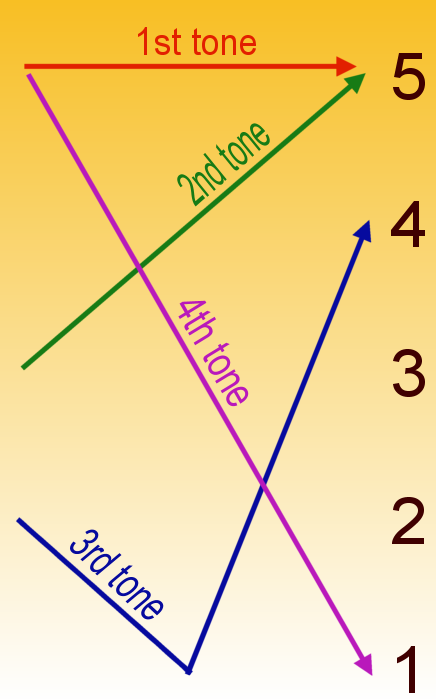
Tony w standardowym języku mandaryńskim

Standardowy język mandaryński (nazywany często językiem mandaryńskim lub standardowym językiem chińskim) – oficjalny standard mówionego języka chińskiego, używany jako język urzędowy w Chińskiej Republice Ludowej, Republice Chińskiej, jeden z czterech oficjalnych języków Singapuru, a także jeden z sześciu oficjalnych języków Organizacji Narodów Zjednoczonych. Faktycznie jest tylko jednym z języków mandaryńskich. Oparty jest na dialekcie pekińskim, ale nie jest z nim tożsamy. W poszczególnych państwach język ten nosi różne nazwy: w ChRL jest nazywany putonghua (chiń. upr. 普通话; chiń. trad. 普通話; pinyin pǔtōnghuà; dosł. „mowa powszechna”), na Tajwanie – guoyu (chiń. upr. 国语; chiń. trad. 國語; pinyin guóyǔ; dosł. „język państwowy”), w Singapurze – huayu (chiń. upr. 标准华语; chiń. trad. 標準華語,; pinyin biāozhǔn huáyǔ; dosł. „standardowy język chiński”).
Standardowy język mandaryński wykształcił się w cesarskich Chinach jako lingua franca biurokracji. Stąd też pochodzi określenie „mandaryński”, będące tłumaczeniem chińskiego terminu 官話 guānhuà – „mowa urzędników”, czyli mandarynów, jak dawniej nazywano na Zachodzie urzędników chińskich (we współczesnej chińszczyźnie guanhua oznacza jednak zbiorczo wszystkie języki mandaryńskie, a nie język standardowy). W naturalny sposób dialekt stolicy – od czasów dynastii Ming był nią Pekin – był traktowany jako wzór do naśladowania, jednak do języka standardowego nie przeniknęły niektóre jego szczególne cechy (np. intensywna rotyzacja).

## Fonologia
Oto tabela spółgłosek występujących w języku mandaryńskim:
|                               | Dwuwargowe | Dwuwargowe | Wargowo -zębowe | Wargowo -zębowe | Dziąsłowe | Dziąsłowe | Cerebralne | Cerebralne | Dziąsłowo -podniebienne | Dziąsłowo -podniebienne | Miękko- podniebienne | Miękko- podniebienne |
| Spółgłoski zwarte             | p          | pʰ         |                 |                 | t         | tʰ        |            |            |                         |                         | k                    | kʰ                   |
| Spółgłoski nosowe             | m          | m          |                 |                 | n         | n         |            |            |                         |                         | ŋ                    | ŋ                    |
| Spółgłoski szczelinowe        |            |            | f               |                 | s         |           | ʂ          | (ʐ)¹       | ɕ                       |                         | x                    |                      |
| Spółgłoski zwarto-szczelinowe |            |            |                 |                 | ts        | tsʰ       | ʈʂ         | ʈʂʰ        | tɕ                      | tɕʰ                     |                      |                      |
| Spółgłoski boczne             |            |            |                 |                 | l         | l         |            |            |                         |                         |                      |                      |
| Półsamogłoski                 | w          | w          |                 |                 |           |           | ɻ¹         | ɻ¹         | j                       | j                       |                      |                      |

¹: Według niektórych lingwistów jest to dźwięczna spółgłoska szczelinowa [ʐ]
W języku mandaryńskim występują następujące samogłoski:
/a/ (z alofonem [ɑ]), /e/ (z alofonem [ɛ]), /o/ (z alofonem [ɔ]), /ə/ (z alofonem [ɤ]), /ɨ/ (z alofonami [z̩] i [ʐ̩]), /i/, /u/ (z alofonem [ʊ]) i /y/.
W języku mandaryńskim istnieją cztery tony:
1. wysoki (陰平/阴平/yīnpíng) – kontur 55
2. wznoszący (陽平/阳平/ yángpíng) – kontur 35
3. opadająco-wznoszący (上聲/上声/ shǎngshēng) – kontur 214
4. opadający (去聲/去声/ qùshēng) – kontur 51

Czasami wyróżnia się też ton 5., który bywa nazywany neutralnym lub uważany za brak tonu.

## Typologia
Klasyfikacja typologiczna standardowego języka mandaryńskiego jest problematyczna. Najczęściej zaliczany on jest do języków analitycznych (izolujących), ponieważ – podobnie jak w klasycznym języku chińskim o funkcji gramatycznej i składniowej danego wyrazu decyduje często jego pozycja w zdaniu oraz wyrazy pomocnicze, niemające samodzielnego znaczenia (tzw. partykuły strukturalne). Z drugiej strony współczesny standardowy język mandaryński posiada już też pewne cechy języka aglutynacyjnego, m.in. funkcjonują w nim przyrostki, mogące – na równi z pozycją w zdaniu i wspomnianymi „pustymi” leksykalnie wyrazami – decydować o funkcji wyrazu.

### Przykład budowy zdania
我的朋友们都要吃鸡蛋。
Wǒ de péngyǒumen dōu yào chī jīdàn.
Ja possessivus przyjaciel + l.mn. wszyscy chcieć jeść jajko (dosł. kura-jajko).
Wszyscy moi przyjaciele chcą zjeść (kurze) jajko.

W powyższym przykładzie partykuła 的 (de), oznaczająca przynależność, wraz z zaimkiem osobowym 我 (wǒ = „ja”) tworzy znaczenie zaimka dzierżawczego „mój”. Jest to konstrukcja typowa dla języków analitycznych.
Przyrostek 们 (men), oznaczający liczbę mnogą dołączony jest do rzeczownika 朋友 (péngyǒu = „przyjaciel”). Brak jest fleksji. Jest to konstrukcja typowa dla języków aglutynacyjnych.

## Podstawowe zwroty
- 你好 – Nǐ hǎo – Witaj
- 我叫 – Wǒ jiào [tu wstawić swoje imię] – Nazywam się [tu wstawić swoje imię]
- 我的名字是 – Wǒ de míngzì shì [tu wstawić swoje imię] – Mam na imię [tu wstawić swoje imię]
- 你叫什么名字 – Nǐ jiào shénme míngzi? – Jak się nazywasz?
- 谢谢 – Xièxie – Dziękuję.
- 很高兴认识你 – Hěn gāoxìng rènshí nǐ – Miło mi Cię poznać.
- 再见 – Zàijiàn – Do widzenia.